# BMW R 80 ST
Die BMW R 80 ST ist ein Motorradmodell des Herstellers BMW. Es ist das straßenorientierte Schwestermodell der Reiseenduro BMW R 80 G/S.
Die wichtigsten technischen Anpassungen an den Straßenbetrieb waren ein 19" Vorderrad, Straßenbereifung und kürzere Federwege, die aber eine deutlich höhere Bodenfreiheit erzeugten als bei den klassischen Tourenmotorrädern dieser Marke. Dies und das geringe Gewicht von nur 180 kg führte dann auch zu einem dynamischen Handling. Sonst unterschied sich die ST vom Geländemodell vor allem durch ein direkt über dem Vorderrad angebrachtes Schutzblech und die Scheinwerfer- und Instrumenteneinheit, die mit der des Modells R45/R65 baugleich war.
Ihr Boxermotor mit 797 cm³ Hubraum und 37 kW (50 PS) Leistung stammte aus der BMW R 80/7.
Gebaut wurde das Modell von 1982 bis 1984 in nur 5953 Exemplaren. Sie war damit offenbar nicht nach dem Geschmack der BMW-Käufer und blieb ein Nischenmodell. Es gab keine direkten Nachfolger, jedoch folgten später die klassischen Straßenmodelle BMW R 80 (ab 1985 mit Monolever) und BMW R 100 R mit (ab 1992 mit Paralever).

## Technische Daten
Der Rahmen mit Monolever-Schwinge, Tank, Sitzbank und hinterem Schutzblech über dem 18"-Reifen stammen von der BMW R 80 G/S, die Gabelstand- und -gleitrohre sowie die Gabelbrücken und das Cockpit von der BMW R 45/65, wie auch der vordere Kotflügel über dem Speichenrad
- Motor

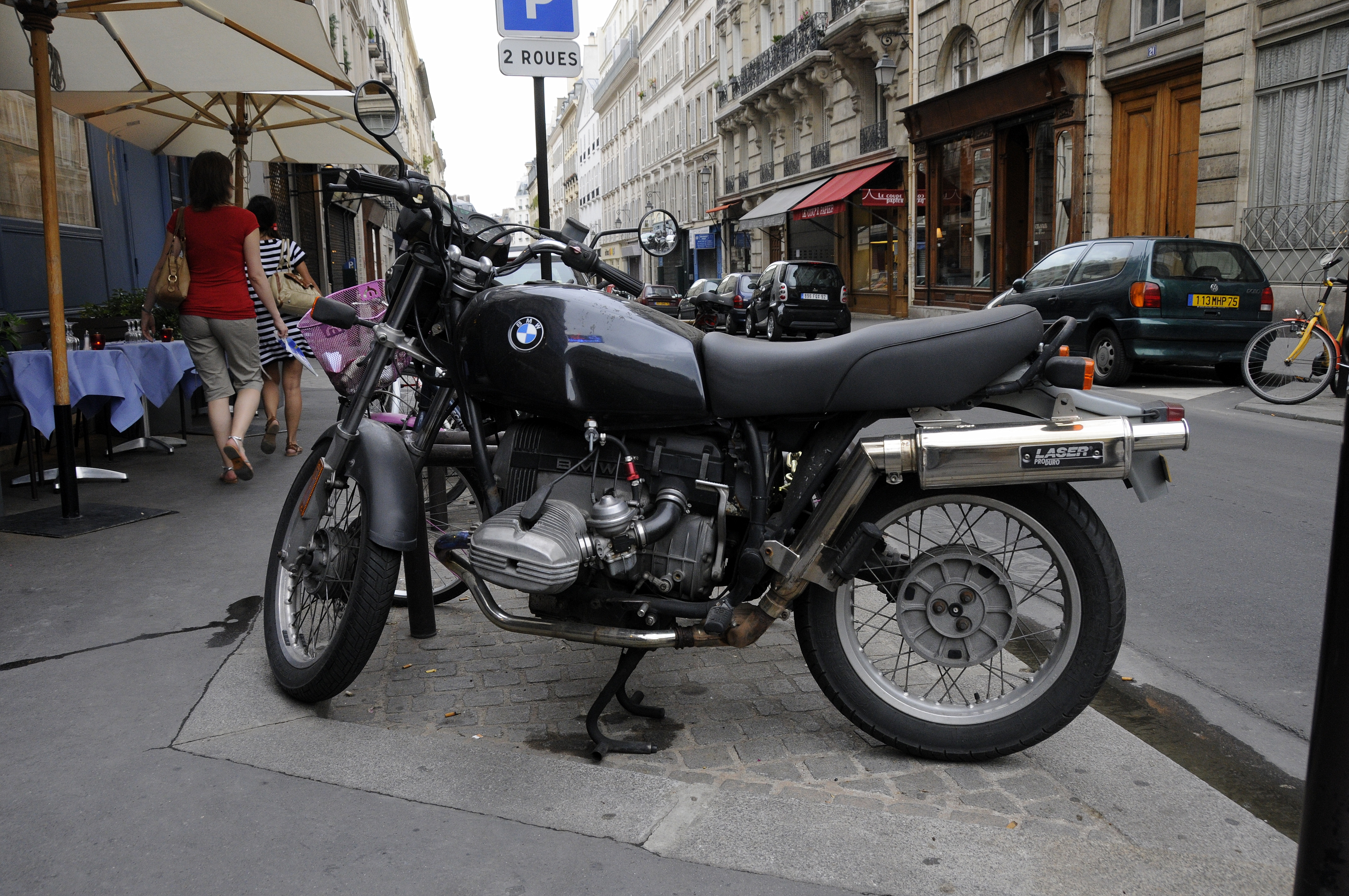
BMW R80ST, Customized mit einem nicht nur nicht serienmäßigen Schalldämpfer

Der Motor ist ein Viertakt-Zweizylinder-Boxermotor; er ist fahrtwindgekühlt. Die Bohrung beträgt 84,8 mm, der Hub 70,6 mm. Daraus ergibt sich ein Hubraum von 797,5 cm³.
Die Nennleistung beträgt 50 PS (37 kW) bei einer Maximaldrehzahl von 6500 min−1.
Das maximale Drehmoment in Höhe von 59 Nm liegt bei 3500 min−1an.
Das Verdichtungsverhältnis ist 8,2 : 1.
Im Zylinderkopf arbeiten jeweils zwei hängende Ventile. Die Ventilsteuerung erfolgt ohv, das bedeutet über untenliegende Nockenwelle, Stößel, Stoßstangen und Kipphebel. Die Gemischaufbereitung erledigen zwei 2 Gleichdruckvergaser von Bing mit einem Durchlass von 32 mm. Die Motorschmierung erfolgt im Nasssumpfverfahren.
- Kraftübertragung

Die Kupplung ist eine Einscheiben-Trockenkupplung mit übersetzter Tellerfeder. Das Getriebe hat fünf Gänge.
Die Schaltung ist eine Klauenschaltung, geschaltet wird mit dem linken Fuß (so genannte Ratschenfußschaltung). Die Getriebeübersetzung der einzelnen Gänge hat folgende Werte: 4,4 / 2,86 / 2,07 / 1,67 / 1,50 :1. Die Hinterradübersetzung ist 1 : 3,364, resultierend aus einem Kegelrad mit 11 Zähnen und einem Tellerrad mit 32 Zähnen.
- Elektrische Anlage

Die Zündung ist eine kontaktlose, Hall-getriggerte elektronische Zündung mit einer Steuerung der Firma Telefunken. Lichtmaschine 280 Watt und Anlasser 700 Watt werden von Bosch zugeliefert.
Bei den Zündkerzen gibt es mehrere Zulieferer, nämlich Bosch, Champion, Beru und NGK.
- Fahrwerk

Der Rahmen ist ein Doppelschleifen-Stahlrohrrahmen mit angeschraubtem Heckteil. Die Vorderradfederung übernimmt eine Teleskopgabel mit hydraulischen Stoßdämpfern und einem Federweg von 175 mm. Die Hinterradfederung mit BMW Einarmschwinge (Monolever) arbeitet mit einem zentralen Federbein, der Federweg beträgt dort 153 mm. Mit diesen Federwegen ist die BMW R 80 ST auf Komfort ausgerichtet.
Die R 80 ST hat vorne eine Felge in der Größe 1,85×19 WM, hinten beträgt die Felgengröße 2,50×18 WM. Sie rollt vorne auf Reifen in der Dimension 100/90 H 19, hinten hingegen auf etwas breiteren 120/90 H 18. Für die Verzögerung sorgt vorne eine Einscheibenbremse mit einem Durchmesser von 260 mm, während hinten eine Simplex-Trommelbremse mit 200 mm Durchmesser ihren Dienst verrichtet.
- Maße und Gewichte
- Länge 2180 mm
- Breite über Lenker 820 mm
- Höhe 1150 mm
- Radstand 1446 mm

Der Tankinhalt beträgt 19,0 l. Vollgetankt bringt die R 80 ST 192 kg auf die Waage, das zulässiges Gesamtgewicht beträgt 398 kg. Mit einer Zuladung von 206 kg ist die BMW auch gut geeignet für Fahrten mit 2 Personen und Gepäck. Der Kraftstoffverbrauch beträgt 4,7 l/100 km (bei konstant 90 km/h). Die theoretische Reichweite bis zum nächsten Tankstopp beträgt rd. 400 km. In der Praxis, abhängig von der Fahrweise, dürften 280 bis 350 km realistisch sein. Die Beschleunigung von 0 – 100 km/h beträgt 5,7 s. Als Höchstgeschwindigkeit wurden vom Hersteller 175 km/h angegeben.

## Lobpreisung
„Trotzdem ist die ST unbestritten die handlichste Maschine ihrer Klasse. Sie läßt sich so spielerisch durch Kurven dirigieren, daß man sich auf einer viel kleineren Maschine wähnt. Der Vergleich mit der G/S drängt sich auf, wenn auch deren Empfindlichkeit auf Lenkereinflüsse bei der ST nicht vorhanden ist.“

## Stellung heute
Die Ersatzteilversorgung ist gut, die Nachfrage gleichbleibend. Preise 1800 bis 4500 €. Stand 2021 haben die Preise bei geringem Angebot bis zu 50 % angezogen.